# Ścieżka ornitologiczno-przyrodnicza Łebskie Błota
 Ścieżka ornitologiczno-przyrodnicza Łebskie Błota – ścieżka przyrodnicza położona w gminie Wicko w województwie pomorskim.
Ścieżka zaczyna się w Łebie za dworcem PKP, niedaleko ulicy Wspólnej. Trasa prowadzi przez rozciągające się po wschodniej stronie jeziora Łebsko torfowiska, pastwiska i rozległe łąki. W miejscach wypasu bydła, gdzie trawa nie jest wysoka, nie rosną drzewa ani krzewy, gniazdują ptaki siewkowate. Dalej podmokłe łąki miejscami zmieniają się w torfowiska niskie. Te miejsca preferują bekasowate (w tym biegusy czy kuliki wielkie), czaple, bociany oraz kaczki i gęsi.
Trasa ścieżki kończy się w oddalonej o 4 km na południe od Łeby wsi Żarnowska. Na obu końcach ścieżki stoją tablice informacyjne wykonane przez uczniów gimnazjum w Łebie.

## Ptaki obserwowane na ścieżce
- kilka par oharów i wielkie stada kaczek krzyżówek
- lęgowe: czajka, krwawodziób, bekas kszyk, rycyk, czapla siwa, biegus zmienny (kilka par)
- inne kaczki: płaskonosy, czernice, głowienki, cyranki i cyraneczki
- zimujące: łabędzie krzykliwe, tracz nurogęś, szlachar i bielaczek, bernikla obrożna i białolica
- w czasie przelotów: krakwy, świstuny i rożeńce. Tworzą one liczne mieszane stada razem z dzikimi gęsiami, wśród których najliczniejsze są zbożowe, białoczelne i gęgawy. Ponadto podczas przelotów pojawiają się stada biegusów, stada batalionów, a także brodziec samotny, kwokacz, często kuliki wielkie
- jesienią 2005 roku zaobserwowano kilka par czapli białej, przebywających na terenie parku przez kilka miesięcy
- ptaki drapieżne: bieliki, błotniaki stawowe i myszołowy.